# Paladin (bande dessinée)
Pour les articles homonymes, voir Paladin (homonymie).
Paladin est une série de bande dessinée d’heroic fantasy humoristique scénarisé par Zaz et Le Fab et dessinée par Le Fab et Régis Torres. Elle met en scène d’improbables héros menés par un jeune aspirant paladin du nom de Lyxo et un vieux magicien alcoolique nommé Falafel.

## Synopsis
Depuis la guerre des Cinq Épées, les Baronnies profitent de la paix et de la démocratie, mais la perfide Xiara a retrouvé la maudite Épée de Sang et veut redonner le pouvoir à une noblesse tyrannique. Falafel l’archimiurge, protecteur du monde, se dresse contre elle en recrutant un groupe de héros qui combattrons le mal et empêcherons le retour des Épées qui jadis provoquèrent une gigantesque guerre civile, et l’effondrement de l’Empire Kraspunique.

## Tome 1 :Le Tournoi de Crèvemaraud
Falafel, ivre mort, raconte sa sempiternelle histoire de la Guerre de Cinq Épées aux passants, jusqu’à ce que la fourbe Xiara se révèle et le provoque, lui apprenant le retour futur de l’Épée de Sang. Le magicien part à la recherche d’un nouveau Paladin Blanc qui pourra sauver les Baronnies, et tombe par hasard sur un groupe d’aventuriers prêts à concourir au tournoi de Crévemaraud. Il décide de les prendre sous son aile.

## Personnages
LyxoJeune écuyer, il a en tête de devenir paladin, mais pour cela, il doit déjà devenir chevalier, puis subir une mystérieuse initiation religieuse, et bien plus encore ! Lyxo est courageux, un peu maladroit, et plein de bonnes intentions.
PirouethC’est une jolie elfe noire qui cache un terrible secret, pour lequel elle fut bannie de son clan. Combattante émérite, elle souffre cependant d’une maladresse chronique pour ce qui est du tir à l’arc.
GreuhCe natif de la tribu des Mandales est un homme à la carrure aussi imposante qui a la prétention de pratiquer la magie. Un peu soupe au lait et armé d’un bâton de mage ressemblant fort à une matraque, Greuh est taciturne et assume mal ses problèmes de langage.
JulieCette naine coquette est dotée d’un esprit acéré et malgré sa taille et sa pilosité, sait en imposer aux membres du groupe.
Falafel, dit le Très GrandCe magicien sans âge est un mentor pour nos jeunes héros. Il semble en savoir beaucoup plus qu’il n’en dit sur beaucoup de sujets, et cache bien ses immenses pouvoirs.
XiaraSuperbe jeune femme à la poitrine aussi impressionnante que ses pouvoirs, elle affectionne les tenues noires, le mal et les plans machiavéliques. Malheureusement, elle a toujours vécu dans l’ombre des Archimiurges, mais réclame maintenant sa vengeance.
L’Epée de SangCe mystérieux guerre a hérité de l’Épée maudite qui lui permet de prétendre au nom « d’Épée de sang », l’un des cinq guerriers liés aux Forces.

## Albums
- 1 Le Tournoi de Crèvemaraud, Kantik,  (ISBN 978-2-357-08007-2), 2009
Scénario : Zaz et Le Fab - Dessin : Le Fab et Régis Torres - Couleurs : Fred Vigneau
- 2 La geste de Glovis, Kantik,  (ISBN 978-2-357-08012-6), 2010
Scénario : Zaz et Le Fab - Dessin : Le Fab et Régis Torres - Couleurs : Fred Vigneau